# GJ 1214 b
GJ 1214 b – planeta pozasłoneczna typu superziemia, krążąca wokół gwiazdy GJ 1214 znajdującej się w gwiazdozbiorze Wężownika w odległości 13 parseków (40 ly) od Ziemi. Została odkryta w 2009 roku przez naukowców w Projekcie MEarth. Jej masa szacowana jest na 5,5-7,2 M🜨, ma ona średnicę ok. 2,7 raza większą niż Ziemia. W znacznej części składa się z wody oraz prawdopodobnie wodoru. GJ 1214 b jest uważana za najlepszą kandydatkę na planetę oceaniczną.

## Odkrycie
Planeta została odkryta metodą tranzytową, kiedy przechodząc przed tarczą gwiazdy (z punktu widzenia Ziemi) zaćmiła ją nieco. Jej masa została wyznaczona dzięki obserwacji zmiany spektrogramu gwiazdy GJ 1214 w wyniku efektu Dopplera, wywołanego zmianą prędkości radialnej gwiazdy wskutek przyciągania planety.

## Budowa planety

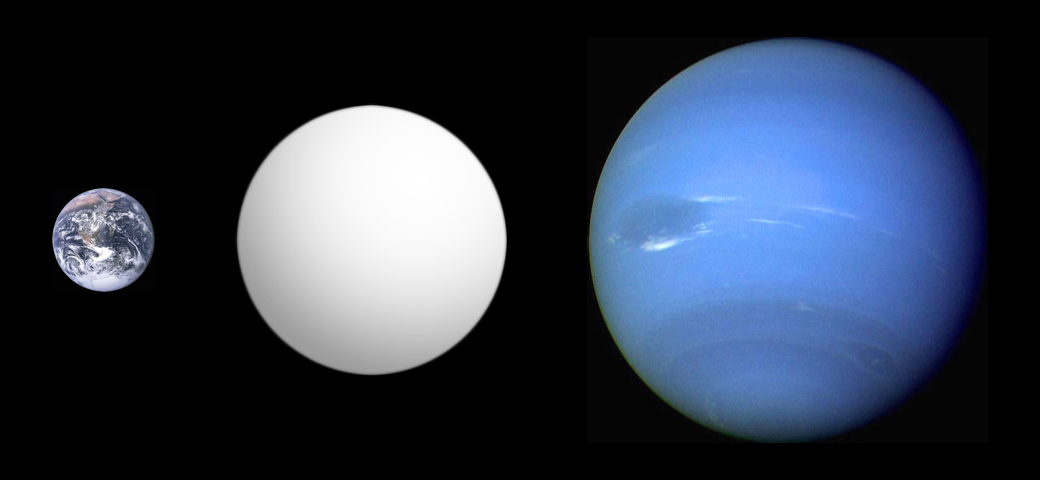
Porównanie wielkości Ziemi, GJ 1214 b i Neptuna.

Gęstość tej planety to około 2 g/cm3 co sugeruje, że składa się ona ze znacznie większej ilości wody (gęstość 1 g/cm3) niż Ziemia (gęstość 5,5 g/cm3). Budową wewnętrzną planeta zapewne znacznie różni się od Ziemi. Przy wysokich temperaturach i wysokim ciśnieniu woda może występować tam w formach niespotykanych na Ziemi (tzw. „gorącego lodu”, wysokociśnieniowej odmiany polimorficznej lodu czy też w stanie nadkrytycznym, bez granicy faz między cieczą a gazem).
Modele budowy planet o tej średnicy sugerowały dwa warianty budowy wewnętrznej. Przy założeniu, że planeta posiada pierwotną otoczkę wodorowo-helową jak Neptun, woda może stanowić ok. 75% jej masy. Atmosfera takiej planety może mieć grubość nawet 200 km i składać się z pary wodnej lub wodoru z dużymi obłokami pary wodnej. Jeżeli atmosferę GJ 1214 b tworzyłaby tylko para, woda może stanowić nawet 88% masy planety. Pod atmosferą z kolei może znajdować się ocean o głębokości dziesiątek lub nawet setek kilometrów.

### Atmosfera
W grudniu 2010 istnienie wody w atmosferze planety zostało potwierdzone obserwacyjnie. Planeta ta prawdopodobnie powstała dalej od gwiazdy niż znajduje się obecnie i dopiero później przeniosła się na obecną, bliższą orbitę. Obserwacje światła przechodzącego przez atmosferę planety, wykonane przy użyciu Teleskopu Hubble'a, ujawniły, że spektrum atmosfery w szerokim zakresie fal jest płaskie. Do uzyskanych danych obserwacyjnych najlepiej pasuje model atmosfery złożonej z substancji o dużej masie cząsteczkowej, najprawdopodobniej pary wodnej. Badacze zaznaczają, że żaden z modeli nie wyjaśniał wyników pomiarów w pełni, ale za najbardziej prawdopodobny uznają atmosferę zawierającą ponad 50% pary wodnej.